# Albrecht von Roon
Albrecht Theodor Emil von Roon (né à Pleushagen, arrondissement de la principauté (de) près de Colberg en province de Poméranie le 30 avril 1803 – mort à Berlin le 23 février 1879) est un général et homme d'État prussien. Roon, avec le chancelier Bismarck et le général von Moltke, est l'un des principaux artisans de l'accroissement de la Prusse dans les années 1860, et l'un des fondateurs de l'Empire allemand.

## Années de formation
Von Roon est né à Pleushagen, près de Kolberg, en province de Poméranie. Sa famille, d'origine wallonne, s'était installée en Poméranie. Son père, Heinrich Friedrich von Roon (né le 17 octobre 1768 à Berlin et mort le 15 octobre 1808 à Pleushagen), un officier de l'armée prussienne, mourut dans la pauvreté sous l'occupation française entre 1806 et 1809 (cf. traité de Tilsit), et le jeune von Roon, désormais élevé par sa grand-mère maternelle, grandit dans un pays en proie à une guerre de libération. Sa mère est Johanna Constantia Ulrike Albertine, née von Borke (de), veuve Schmied von Schmiedeseck (de) (née en août 1773 à Schwochow et mort le 4 octobre 1823 à Friedensburg),
Von Roon fut admis dans le corps des cadets de Culm en 1816, puis en 1818 réussit le concours d'entrée à l’Académie militaire de Berlin. En janvier 1821, il reçoit un brevet d'affectation au 14e régiment d'infanterie stationné à Stargard en Poméranie. En 1824, il est admis à suivre un cursus de trois ans à l'École de guerre de Berlin (qui deviendra par la suite l'Académie de guerre de Prusse). En 1826, il est affecté au 15e régiment d'infanterie (de) à Minden, avant d'être nommé sous-officier instructeur à l'école des cadets de Berlin, où il enseigne la géographie militaire. En 1832, il publie un traité de géographie en trois volumes Grundlage der Erd-, Volker- und Staaten-Kunde (« Principes de Géographie, d’Éthnologie et de Politique des États »), qui fera date (plus de 40 000 exemplaires vendus). Cet ouvrage fut suivi en 1834 de Anfangsgrunde der Erdkunde (« Éléments de Géographie »), en 1837 de Militärische Landerbeschreibung von Europa (« Géographie militaire de l'Europe »), enfin en 1839 de Die iberische Halbinsel (« La Péninsule ibérique »).

## Ses débuts dans l'armée
En 1832, von Roon rejoignit son régiment, et détaché peu après au corps d'observation du général von Müffling à Krefeld, il prit conscience de l'organisation déplorable de l'armée prussienne. En 1833, il fut affecté au service de topographie à Berlin, en 1835 rejoignit l'état-major, et l'année suivante fut promu capitaine, avec les fonctions d'officier-instructeur et d'examinateur à l'Académie militaire de Berlin. En 1842, après une dépression qui avait duré deux ans, il fut promu commandant et affecté au commandement du 7e corps d'armée : à nouveau, il trouva les troupes mal organisées et jeta les bases de ce qui allait devenir la réforme von Roon. Deux ans plus tard, en tant que précepteur du prince Frédéric Charles, il suivit son élève à l'Université de Bonn puis l'accompagna dans ses voyages à travers l'Europe. En 1848, il est nommé commandant du 8e corps d'armée stationné à Coblence. Au cours de l'agitation révolutionnaire de mars, il aida le prince Guillaume, futur roi de Prusse et empereur d'Allemagne, à réprimer l'insurrection en Bade, s'illustrant par son énergie et sa bravoure qui lui valurent l'Ordre de l'Aigle rouge (3e classe). Cette nouvelle faveur lui permit d'exposer au prince ses plans pour régénérer l'armée prussienne. En 1850, l'inefficacité de l'armée, qui se traduisit par l'humiliante reculade d'Olmütz, était patente. Cette même année, von Roon devint lieutenant-colonel, puis en 1851 fut promu colonel.

## Sa réforme militaire: le «Système»
Von Roon, qui a exercé de nombreux commandements depuis 1850, est promu général de brigade en 1856 et général de corps d'armée en 1859. Le prince Guillaume devient lui-même régent en 1857, et en 1859 nomme von Roon à la commission de réorganisation de l'armée. Soutenu par Edwin von Manteuffel et le nouveau chef d'état-major Helmuth von Moltke, von Roon peut faire passer ses idées et mettre en application de premières réformes. Il rêvait d'une nation en armes, sur le modèle des idées de Scharnhorst, mais adaptée au nouvel environnement de la Prusse en Europe. Il imagina pour cela un service militaire obligatoire et universel d'une durée de trois ans, et la formation d'une armée de réserve permanente (Landwehr) pour défendre le territoire lorsque l'armée d'active serait en opérations à l'extérieur.
Pendant la Campagne d'Italie, il est chargé de mobiliser une division. À la fin de 1859, il succède à Eduard von Bonin en tant que ministre de la Guerre. En 1861, on lui confie en outre le ministère de la Marine. Ses propositions de réformes rencontrent une forte opposition : il faudra des années de controverse et l’appui indéfectible d'Otto von Bismarck et de von Moltke pour que la réforme aboutisse.

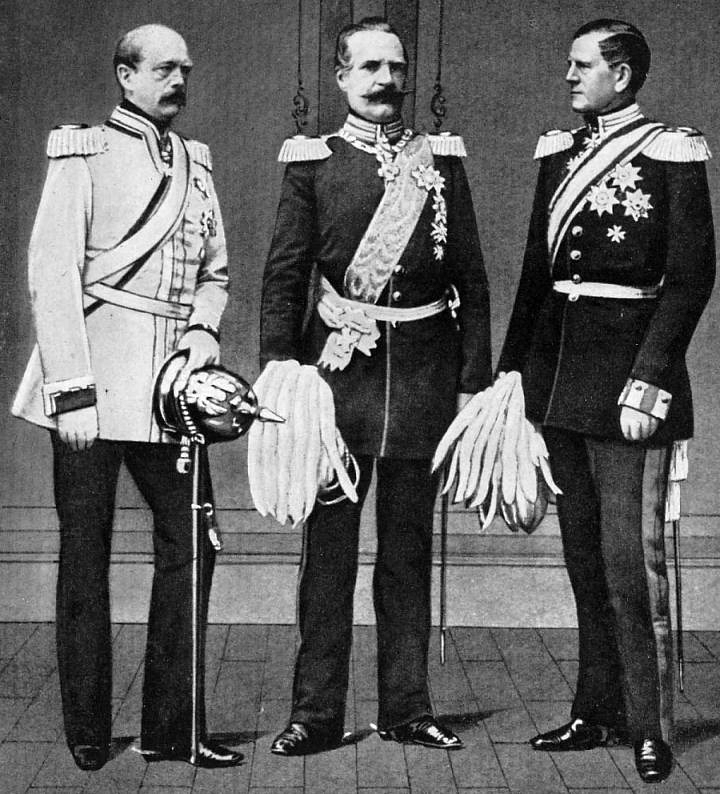
Roon, au centre, entouré de Bismarck (à gauche) et de Moltke (à droite) : les trois hommes qui firent l'empire allemand.

## Héros national
Avec l'issue victorieuse de la Guerre des Duchés (1864), Roon passa du statut d'homme politique le plus détesté de Prusse à celui de héros.
Lorsqu'éclate la guerre austro-prussienne, von Roon est promu général d'infanterie. Il prend part à la victoire décisive de Sadowa, sous les ordres de von Moltke, est décoré de l'Aigle noir à l'issue de la bataille de Nikolsburg qui ouvre la route de Vienne. À la suite de ce conflit, son système est adopté par tous les autres pays de la Confédération de l'Allemagne du Nord, et fera école dans tous les pays d'Europe dans les années 1870.
Au cours de la guerre franco-prussienne de 1870, von Roon est attaché au roi de Prusse. La part de von Roon dans l'issue victorieuse de ce nouveau conflit ne saurait être exagérée. Il est créé comte à Versailles le 19 janvier 1871, en même temps que le général von Moltke. En janvier 1873, il succède à Bismarck en tant que ministre-président de Prusse, mais des ennuis de santé l'amènent à démissionner en fin d'année. Il est nommé maréchal le 1er janvier 1873.
Roon s'éteint à Berlin le 23 février 1879.
Le croiseur cuirassé SMS Roon, lancé en 1906, a été baptisé d'après lui.

## Famille
Roon se marie le 2 septembre 1836 avec Anna Rogge (1818-1885) à Groß Tinz près de Liegnitz. Elle est la fille de l'aumônier militaire prussien Wilhelm Rogge (1790-1870) et de son épouse Auguste Wolfram. Son beau-frère Bernhard Rogge (1831-1919) est prédicateur à la cour et devient citoyen d'honneur de Potsdam en 1906. Roon a les enfants suivants :
- Waldemar (1837-1919), lieutenant général prussien marié avec Magdalene von Blanckenburg (1845-1915), fille de Moritz von Blanckenburg (1815-1888) ;
- Bernhard (1838-1870), capitaine prussien, mort le 3 septembre 1870 à l'hôpital de La Moncelle d'une blessure reçue lors de la bataille de Sedan[4] ;
- Arnold (1840-1906), général d'infanterie prussien marié avec Helene von Langenbeck (1848-1907), fille de Bernhard von Langenbeck (1810-1887) ;
- Elisabeth (1842-1908) mariée avec Heinrich von Brauchitsch (de) (1831-1916) ;
- Hedwig (1843-1927) mariée avec Eugen von Wißmann (1841-1912), maître de manœuvre prussien ;
- Wilhelm (1844-1890) mariée avec Emmy (Wally) Karoline Helene Amalie von Zeschau (née en 1857), fille de Hugo Balthasar von Zeschau (né en 1826) ;
- Josua (1852-1859).